# Uボート
Uボート（英: U-boat、独: U-Boot）は、ドイツ海軍の保有する潜水艦の総称。一般的には特に第一次世界大戦から第二次世界大戦の時期のものをいう。
ドイツ潜水艦隊の華々しい活躍により、Uボートの名はドイツ潜水艦の代名詞として広く普及した。第一次大戦では約300隻が建造され、商船約5,300隻、戦艦10隻ほかを撃沈する戦果を上げたが、178隻が戦闘で失われた。
第二次大戦では1,131隻が建造され、終戦までに商船約3,000隻、空母2隻、戦艦2隻を撃沈する戦果をあげた。しかし、大戦中に連合国が有効な対策を編み出した事から849隻もの損失を出し、全ドイツ軍の他のあらゆる部隊よりも高い死亡率であった。

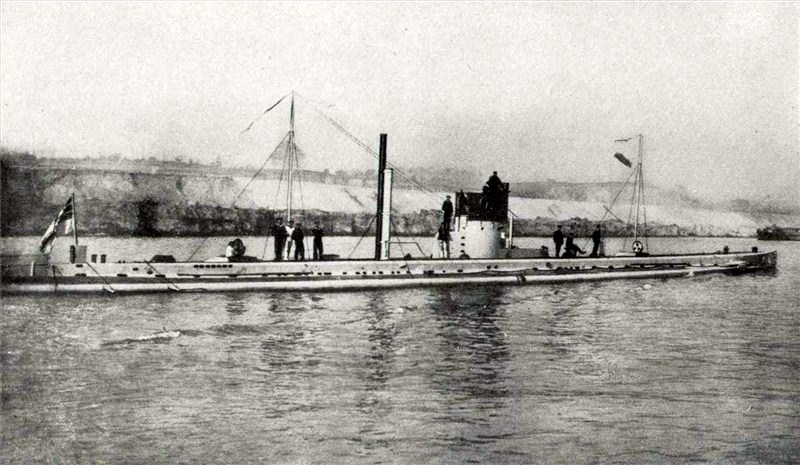
U9（1914年）

## 概要
ドイツ語の「U-Boot（ウーボート）」は「Unterseeboot（ウンターゼーボート、水の下の舟艇）」の略語であり、時代・国籍を問わず全ての潜水艦を意味する。英語でU-boat（ユーボート）と言った場合は専ら第一次大戦・第二次大戦時期のドイツの潜水艦を意味する言葉として使われる。
潜水艦の用兵には、さまざまなものがあるが、第一次、第二次の両世界大戦におけるドイツ海軍のUボートは、共に通商破壊を主目的として使用された。ドイツ海軍は強力な水上艦戦力をもたないため、制海権は絶えず英国側にあった。そのため、通商破壊を水上艦では行えず、敵の強力な水上艦隊の勢力下でも作戦行動が可能な潜水艦が、この任に最適だと考えたのである。
結果として海軍戦力が脆弱なドイツ海軍における主戦力となったが、最大の攻撃手段である魚雷の発火不良が相次ぎ、潜水艦隊司令長官であるカール・デーニッツにより「戦場で使用できない武器を配備したのは軍の歴史上見たことが無い」と語られるなど、技術面において多くの欠陥を抱えたまま運用された。
第二次世界大戦においては、連合国側は様々な対潜水艦戦略および戦術を展開し、最終的に旧型Uボートは劣勢に追い込まれていった。「対Uボート戦の末期（と初期）では立場が逆になった。狩られるのは商船ではなくUボートになったのである」（チャーチル・世界危機）は、両大戦のUボート戦を端的に表している。
また、Uボートの正確な位置は上層部も知らず、乗組員たちにしか分からなかったため、定時連絡が無くなってようやく「どうやら沈んだらしい」程度の事しか分からなかった。

## 特徴
潜水艦のメリット
当時の潜水艦は、「敵に発見されにくく、大型船を撃沈できる魚雷をもち、建造費が大型艦に比べれば安価である」などのメリットがあった。これは列強の大国に対して、小国が取るゲリラ戦術のための兵器といえる。
その反面で、「速度が低く、会敵の機会が少なく、接敵できても強力な護衛のつく水上艦との戦闘では不利」と評価されていた。
無警告攻撃
潜水艦の隠密性を最大限活用するため、Uボート戦では、商船に対しても無警告攻撃という戦法がとられた。主な標的となったのは、両大戦を通じて、敵国のイギリスなどと、植民地とを往来する商船であった。第一次世界大戦にアメリカが参戦した後は標的にアメリカからヨーロッパへの物資・兵員を積んだ商船が追加され、第二次世界大戦においては援ソ船団も加わった。
隠密輸送
通商破壊以外の用途としては、図面などの技術情報や機械などの物資の隠密輸送などに使用されたりもした。
第二次世界大戦が激化すると、同盟国の大日本帝国が兵器の製造に必要としたドイツ製工作機械が、シベリア鉄道による輸送が困難になったために、改造されたUボートに搭載して輸送する運用もなされた。高周波レーダーの製造に必要なプラスチックの射出成形を行う為にフランツ ブラウン社製横型射出成形機 イゾマがUボートにより横浜港に陸揚されたという記録がある。また、ディーゼルエンジンの噴射ノズル部品の加工でインデックス社製の旋盤が輸送されたり、高精度な部品研削加工に必要なユング社製平面研削盤が輸送され、日本および太平洋地域からは合金金属がドイツに輸送された。

## 戦役

### 第一次世界大戦
第一次世界大戦（1914年 - 1918年）において開戦時期のUボートの評価はそれほど高いものではなく、あくまでも補助艦艇という位置づけであった。その評価を一変させたのは、開戦から3か月後の1914年9月22日にオットー・ヴェディゲン大尉が指揮するU9が、イギリス海軍のクレッシー級装甲巡洋艦「アブーキア」、「クレッシー」、「ホーグ」の3隻を立て続けに撃沈してからであった。この戦果に各国海軍は驚愕し、とりわけイギリスが受けた衝撃は多大なものであった。ガリポリの戦いではオットー・ヘルジンク大尉が指揮するU21がイギリス海軍の戦艦「トライアンフ」と「マジェスティック」を撃沈しており、Uボートの勇名は世界にとどろいた。
これらの戦果に自信を付けたドイツ海軍は、1915年2月にイギリス周辺の海域を交戦海域に指定し、イギリスに向かう商船に対する無制限潜水艦作戦を開始する。その3か月後の1915年5月、ドイツのU20が戦時禁制品の火薬類運送中の英国船籍の豪華客船ルシタニア号を無警告で撃沈し、1,198人の犠牲者を出す。この中に123人のアメリカ市民が含まれており、著名な舞台演出家であるヴァンダービルト家の1人も犠牲となった。
この出来事は、イギリス側の外交戦術に最大限に利用され、アメリカ世論を反ドイツへと揺り動かし、連合国側に立って戦争に参戦する重要な要因となってしまう。そのため、ドイツは1915年8月に商船への無警告攻撃を禁止する布告を出し、Uボートが活躍する場は大幅に制限される。この布告を巡ってはドイツ首脳陣の間にあつれきが生じ、海軍大臣のティルピッツが辞任する騒ぎにまで発展する。
最終的にUボートによる無制限潜水艦戦は1917年1月に認められ、この年の2月から3月にかけて500隻近い商船がイギリス周辺や地中海で撃沈された。しかし、同年にアメリカが連合国側に立って参戦し、更にイギリス首相デビッド・ロイド・ジョージが強力に推進した護送船団方式と対潜戦技術の向上でUボートの戦果は急速に低下していく。
だが、イギリスが被った損害は甚大で、戦後のヴェルサイユ条約でドイツは潜水艦の保有を禁止された。

### 第二次世界大戦
第二次世界大戦（1939年 - 1945年）においては、終戦に至るまでUボートは大西洋の戦いなど、図らずもドイツ海軍の主力兵器でありつづけ、戦後イギリス首相ウィンストン・チャーチルに「私が本当に怖れたのは、Uボートの脅威だけである」と言わせる働きをみせた。
ドイツがポーランドに侵攻し（1939年9月1日）、それに対して英仏がドイツに宣戦布告した1939年9月3日の時点で、ドイツ潜水艦隊司令官カール・デーニッツは57隻のUボートを擁していた（大西洋に派遣できたのは26隻）。デーニッツは1939年9月28日ヒトラーに「Uボートは英国を屈服させられます。しかしそれには300隻（100隻が哨戒、100隻が戦場への往復、100隻が整備）が必要です。しかも早急に」と説いたが、もともと海軍と疎遠だったヒトラーは「ゲーリングが英艦隊を追い回すであろう」と空軍への信頼を語り、イギリス側が備える時間を与えてしまった（この300隻体制は、ついに実現しなかった）。
Uボートの建造は開戦後もしばらくは進まなかったが、フランス占領後はトート設営相によりフランスの資源と人員を使った迅速なブンカーの設置がなされ、英国近海を通らずに大西洋へ出撃することができた。ブロック方式で大量の潜水艦が建造され、VII型のみに限っても最終的に1,162隻が就役した。緒戦では一部のUボート部隊が大西洋で通商破壊戦に投入され、イギリスへの商船に対し大きな被害を与えた。その他、アメリカ本土へスパイを送り込んだり、機雷封鎖作戦にも投入された。
作戦に投入されたUボートには様々な種類があり、初期の「丸木舟」と呼ばれた沿岸用II型から大西洋を中心に各方面で活躍したVII型、大西洋を横断できるIX型（日本海軍の呂号潜水艦程度）、補給用の「乳牛」と呼ばれる大西洋での潜水艦補給用のXIV型Uボート、ヴァルター・ボートの外形だけを取り入れた、水中での行動が有利な艦型のXXI型、沿岸作戦用のXXIII型などがあった。

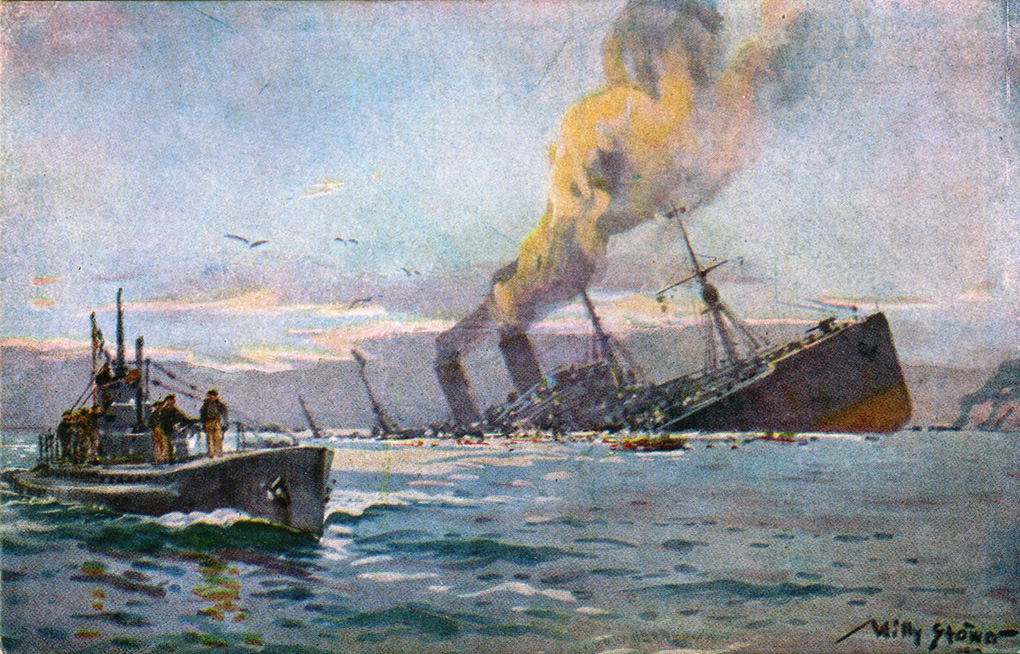
撃沈された輸送船とUボート by Willy Stöwer（1917年）
開戦初期は撃沈した独航船を浮上観察する余裕があった。第二次大戦後期では潜望鏡での長時間の観察さえも撃沈される原因となった。

一部のUボートは、日本軍占領下のマレー半島のペナンなどを基地としてインド洋で英連邦諸国の商船に対して通商破壊戦を行っていた。ヒトラーは、同通商破壊戦を強化するために同盟国の日本に協力を呼びかけ、日本がUボートを手本として同様の潜水艦を量産することを期待して日本へ2隻のIX型Uボートを贈与した。1隻が日本に入港して呂号第五〇〇潜水艦として連合艦隊に編入されたが、小型で用兵上の不足があると判断された上に、日本の工業技術では1隻も製作不能とされた。また、日本は伊号潜水艦を5次に渉ってドイツに派遣、ドイツの必要とする工業原材料、技術を交換した（遣独潜水艦作戦）。参加した5隻の内、無事日本 - ドイツ間を完全往復できたのは伊号第八潜水艦1隻のみだった。
大日本帝国による接収
日本の占領下にあったペナンを拠点に日本軍の支援を受けて活動していたものの、1945年5月のドイツの敗戦後に乗務員の同意を受けて大日本帝国海軍に接収された艦もある。
開戦以来、対潜戦闘に不慣れな英国は、抑留者や捕虜をカナダへ移送しようとしていたアランドラ・スター号を沈没させられるなど膨大な損害を蒙ったが、1942年に入ると、連合軍はUボートに対して
- ソナーや逆探知、航空機搭載レーダーによる電子戦（これらにより、潜望鏡を出す事さえ命取りとなった[3]）
- 護衛艦隊による護送船団方式
- 護衛空母による航空機での防御や、陸上基地から発進する対潜哨戒機での積極的な攻撃。
- 諜報戦の徹底（暗号の解読、フランス・大西洋沿岸の潜水艦基地に潜入したスパイやレジスタンスからの出航情報）
- 対潜水艦用爆雷の改良や「ヘッジホッグ」「スキッド」などの対潜前投兵器の投入

などあらゆる対策を実行した。これらが進展するにしたがって、大西洋の戦いはUボート部隊に不利となっていった。ドイツはとりわけ電子戦において後れをとっていた。ドイツ側はレーダー電波を逆探知する警戒装置（メトックス）を開発し連合軍の対潜哨戒機の探知を回避することができるようになったため、1942年夏に一時的に優位に立ったが、翌43年春には連合軍がメトックスでは探知できない波長を使用するレーダーを実用化したためその優位も失われた。またドイツ側は連合軍が新型レーダーを投入したことを見逃し、逆に警戒装置から漏れる電波を連合軍が探知していると誤解していたため、対抗手段の開発はさらに後手にまわることになってしまった。
対空兵装を強化するなどの策もとられたが、対空戦闘での少しの損害でも潜航不能になり、最終的に撃沈される例が相次いだ。このためシュノーケルの装備などで対抗した。これらの対策を施した潜水艦の大量投入で、一時的に戦果の低下を防ぐことができたが、護衛空母による哨戒が開始されるとUボートの損害は再び増加した。航空機に襲撃されては急速潜航などは無意味で、たとえ間に合ったとしても、航空機から放たれる爆雷かホーミング魚雷に粉砕された。充電のために浮上航行していればレーダーか航空機に捉えられ、潜航していればソナー類に捉えられた。夜間に浮上している場合は、はるか遠方からレーダーに捉えられ、レーダー搭載機に忍び寄られて、気づいた時にはリー・ライトを照射されて撃沈された。1944年になると在来型のVII型、IX型などは事実上無力化し、大戦初期の様な戦果は望めなくなった。しかし、大西洋からUボートを撤退させることにより、Uボートに振り向けられる連合軍の資源が都市爆撃や陸軍の戦術支援に回ることが予想されたため、連合軍を海に釘付けにするためにUボートの出撃は続けられた。
最終的な結果として、大戦全期を通じたUボートとその乗組員の損失は、849隻、約3万人に上った。一方、連合軍はその数倍に上る損害を受けたが、ついにUボートによる通商破壊で連合国側を屈服させることは出来なかった。
Uボート戦について、デーニッツは、「1938年から大Uボート艦隊を用いて戦争に入っていれば戦いの推移に決定的影響を及ぼせた（勝利できた）であろう。もし2倍のUボートを生産していても大きな影響を与えられた。しかし、第二次大戦では軍備不十分のまま対英戦に突入した」と戦後総括しているが、そもそもドイツの生産力では、それだけの艦隊を建造する事はできなかった。
大戦中にドイツが培った革新的な潜水艦技術は戦後、連合国側に吸収され、世界の潜水艦開発に大きな影響を及ぼした。

### 戦後のUボート
第二次大戦後、東西に分裂したドイツは東西冷戦の最前線となった。西ドイツは主権の回復と共に潜水艦を含む再軍備が認められたが、戦勝国のUボートへのトラウマは東西を問わず大きく、1954年に西ドイツと戦勝国との間で結ばれた軍備制限議定書により、Uボートは大戦中よりも大幅に小型化されたものしか保有が許されなかった。東ドイツ海軍は潜水艦を保有しなかった。
こうして1960年代に配備された201型潜水艦以降の西ドイツ海軍の潜水艦は排水量500t前後と小型になったが、ドイツに近いバルト海と北海では有力な潜水艦戦力だった。性能が優れていたため、ナチス・ドイツによる被害を受けた国を含めて引き合いが相次ぎ、現在に至るまで世界各国に輸出されている。
1970年代からは輸出専用に中型化した209型潜水艦（水中排水量1810t）が各国で就役した。1990年代半ばに制限が解除されると、統一ドイツ海軍向けにも水中排水量1830tの中型潜水艦（212A型潜水艦）の建造が開始された。

### 損耗率
大戦において大きな戦果を残し、世界中の商船に恐れられたUボートであるが、ソナーなどが普及するにつれて撃沈されることが多くなり、第二次大戦を通じてUボート乗組員の死傷率は63%という数字だった。捕虜も含めると73%になり、時期や場所にもよるが、トータルでは生存者は3割程度しかいなかった事になる。
第二次大戦の最後の5か月、連合国商船の損耗は世界中で46隻で、しかもこの46隻は船団を組まずに単独航行していた船だった。だが、Uボートは151隻が撃沈された。

## 種類

### 第一次世界大戦
- U31型潜水艦
- U43型潜水艦
- Ms型潜水艦
- UB型潜水艦
- UC型潜水艦
- UE型潜水艦

### 第二次世界大戦
- UボートI型
- UボートII型
- UボートV型
- UボートVII型
- UボートIX型
- UボートX型
- UボートXI型
- UボートXIV型
- UボートXVIIB型
- UボートXVIII型
- UボートXXI型
- UボートXXIII型
- UボートXXVII型

以下、型式番号なし
- ネガー
- モルヒ

### 第二次世界大戦後
- 201型潜水艦
- 202型潜水艦
- 205型潜水艦
- 206型潜水艦
- 209型潜水艦
- 212A型潜水艦
- 214型潜水艦

## 現存艦
- U1
  - 1906年に起工したドイツ初のUボート。第一次世界大戦時、既に旧式艦だったために訓練艦として使用された。第二次大戦時にも破壊される事なく残り、ドイツ博物館に屋内展示されている[11]。
- IXC型 U505
  - 1944年6月、モーリタニア、ブランコ岬沖でアメリカ海軍に拿捕[12]された後、アメリカ合衆国イリノイ州、シカゴにあるシカゴ科学産業博物館に屋内展示されている。
- IXC/40型 U534
  - 1945年5月5日、カテガット海峡にて英国空軍機により撃沈されたもの[13]。1993年に引き上げられ、イングランド、リバプール近郊のバーケンヘッドにあるノーチラス海事博物館にて屋外展示されていたが、2006年の閉館に伴い船体を4つに分割し、ウッズサイドフェリーターミナルに於いてミュージアムシップとして公開されている[14]。
- VIIC/41型 U995
  - 1945年5月8日、ノルウェー、トロンハイムで戦傷していたもの。ノルウェー海軍で一時使用された後、キール近郊のラボー（Laboe）にある海軍記念館にて屋外展示されている。
- XXI型 U2540
  - 1945年5月4日、バルト海にて自沈処置が施され[15]たが、引き上げられ、ホヴァルツヴェルケ＝ドイツ造船にてオーバーホールが施され、試験艦「ヴィルヘルム・バウアー」として1960年 - 1968年まで運用された後、ブレーマーハーフェンにあるドイツ海事博物館にて屋外展示されている。

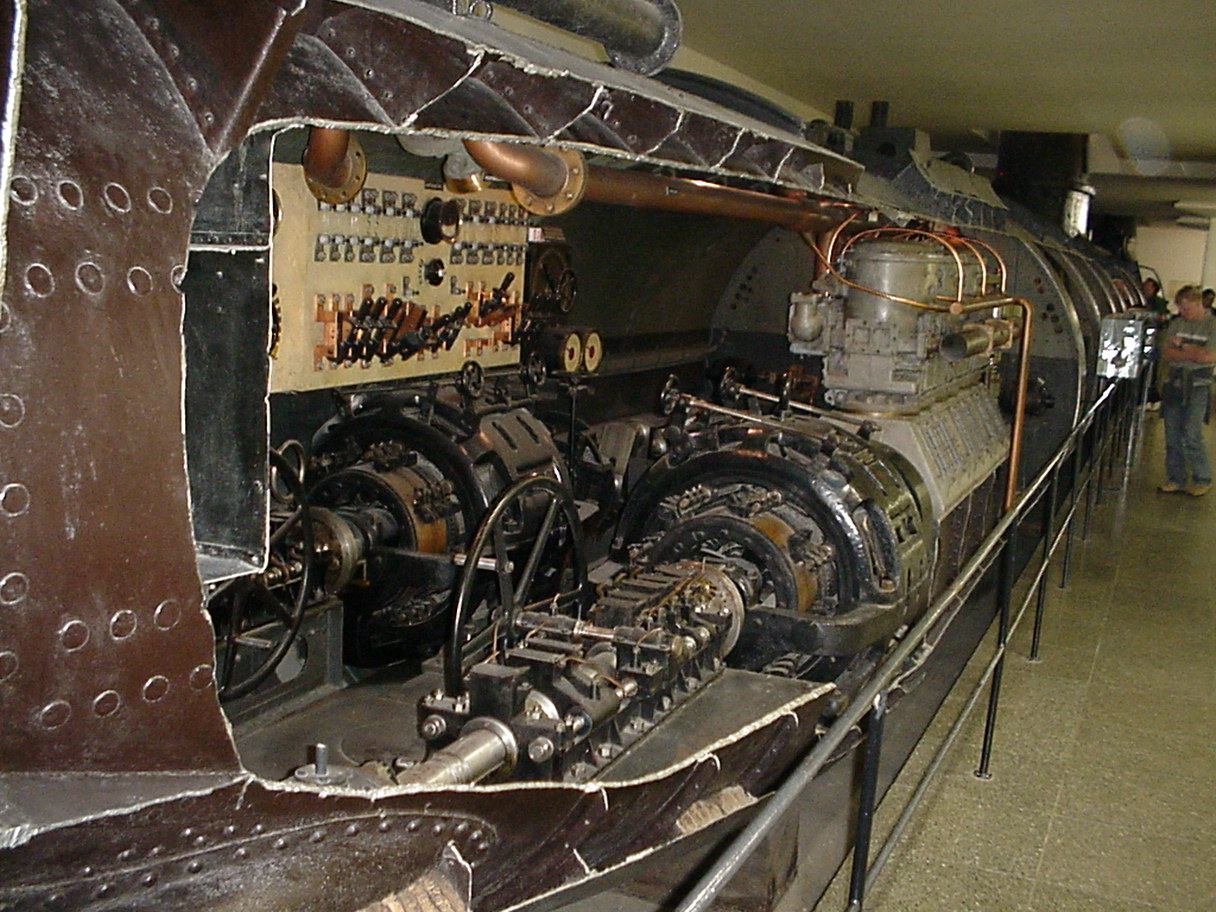
右舷後方から見たU1の機関室
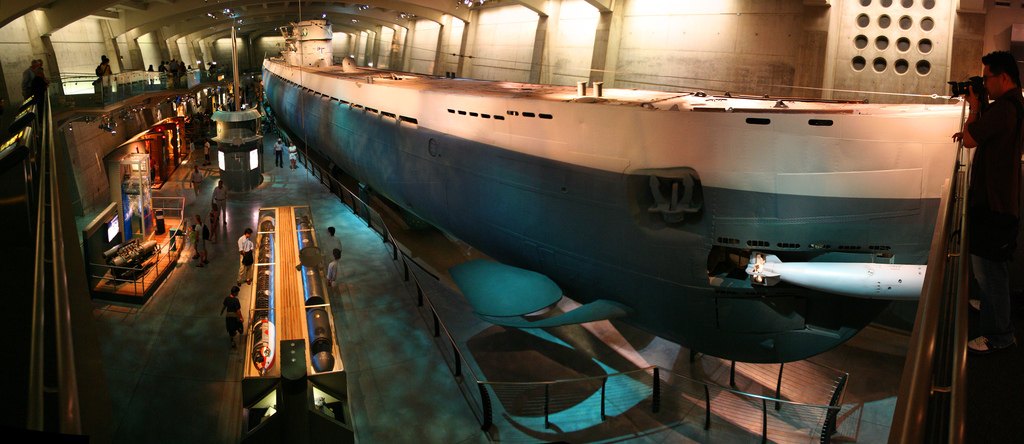
U505
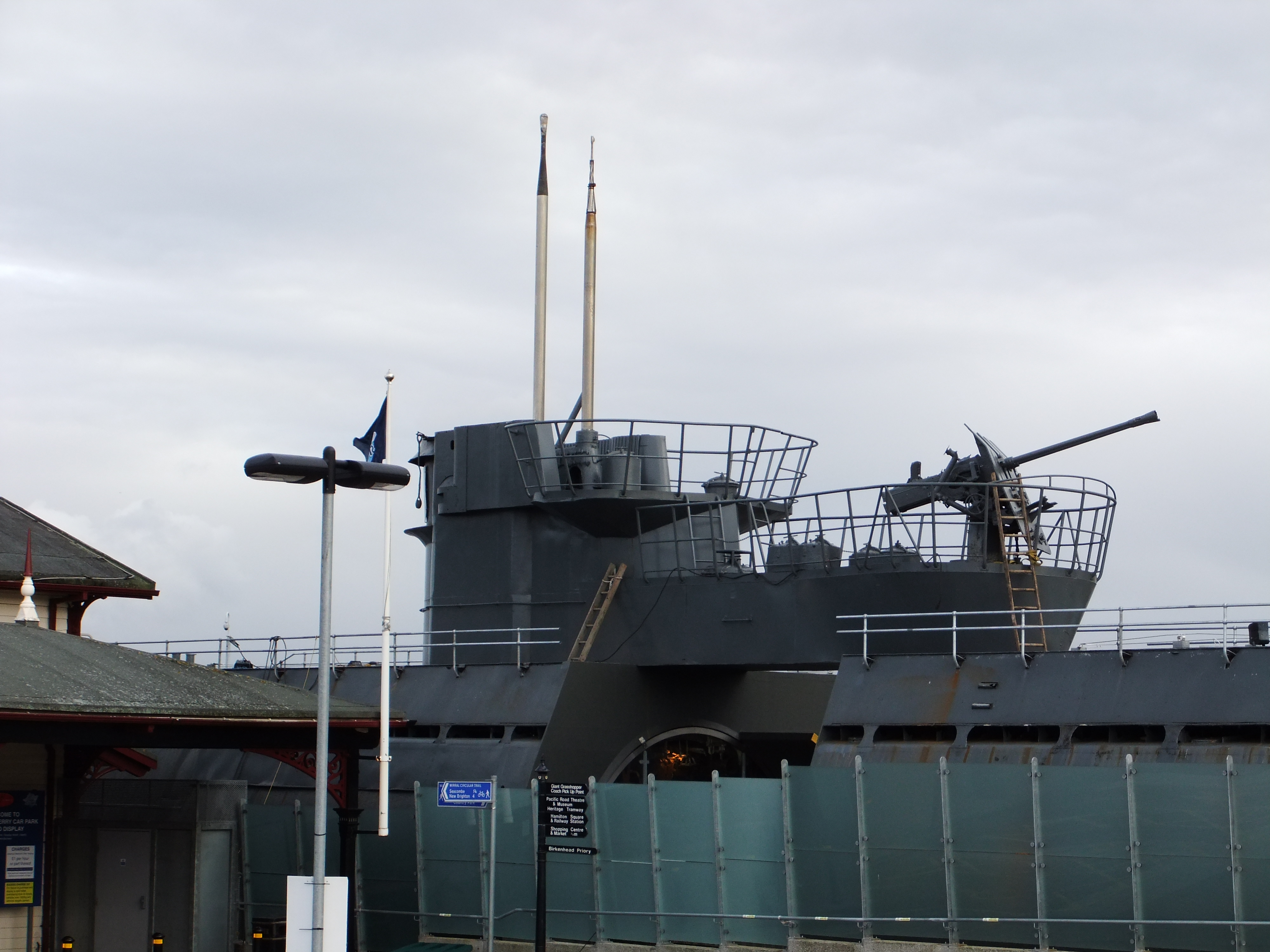
U534
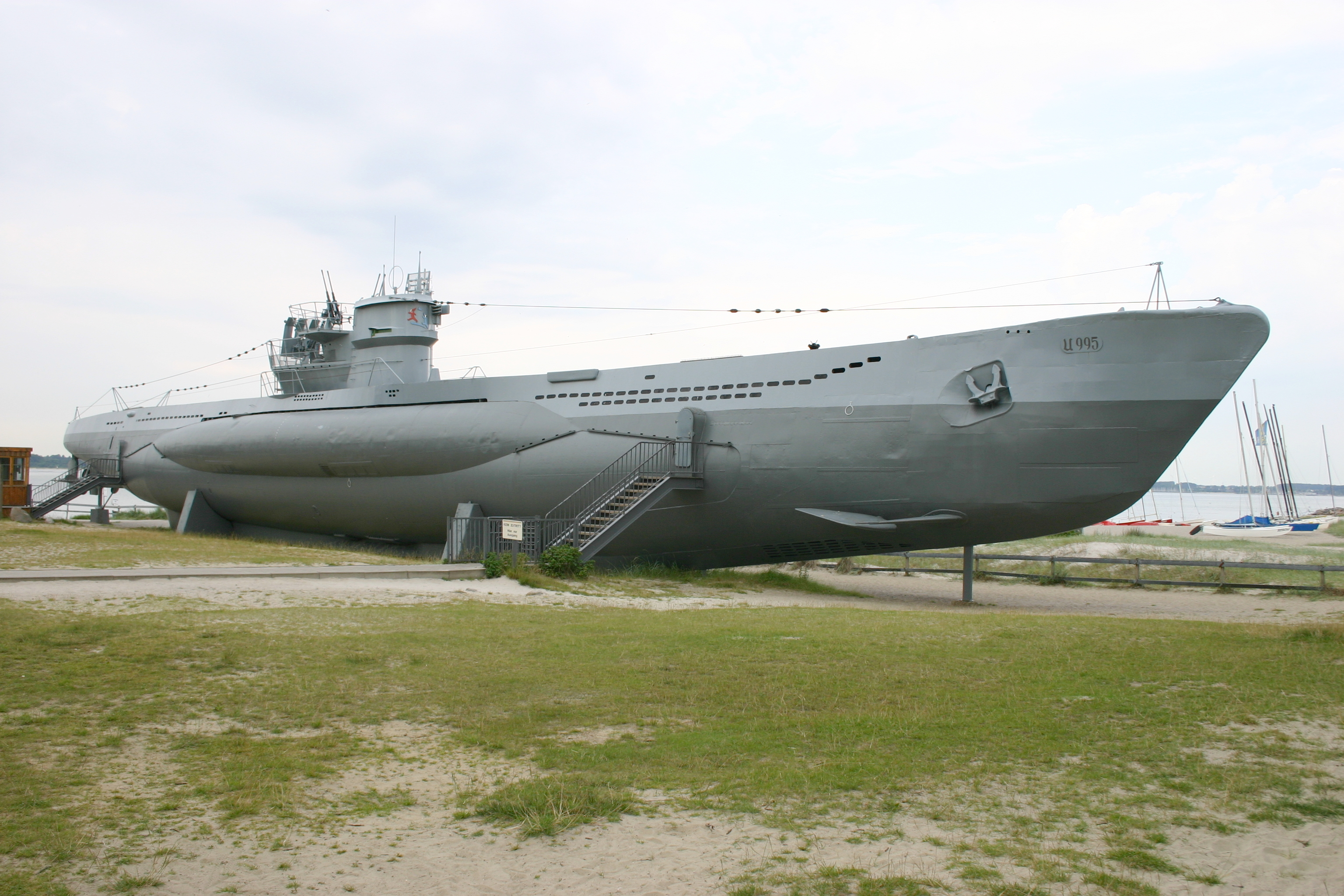
U995
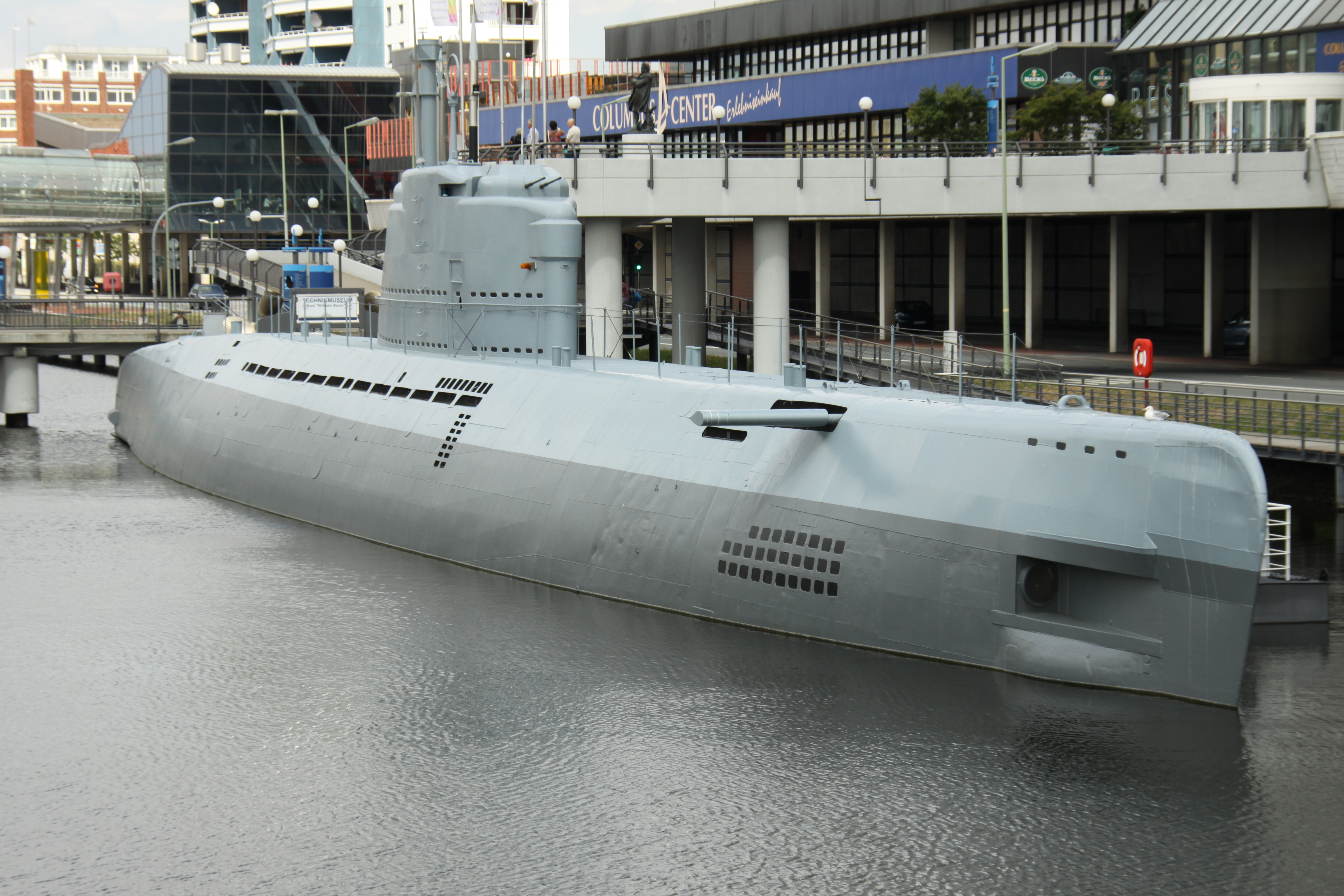
U2540

### 現存する沈没艦

#### U-19、U-20、U-23
2008年、"Adolf Hitler's lost fleet"（アドルフ・ヒトラーの失われた艦隊）と呼ばれる黒海で活躍したUボート3隻が発見されたとのニュースがイギリスのデイリー・テレグラフ誌で報じられた。
発見された艦はU-19、U-20、U-23の3隻で、トルコの海洋技師Selçuk Kolayがドイツ海軍の古い記録や当時の生存者からの聴取で沈没地点を割り出し、ソナー調査で発見した。沈んでいた3隻のうちU-23はかつてUボートのエースであったオットー・クレッチマーの指揮していた艦で、この3隻の他に合計6隻が黒海で活躍し、2年間の作戦行動中に艦船数は50隻、総トン数4万6500トンを沈めたが作戦中に逆襲に遭い発見されたU-19、U-20、U-23以外の3隻が沈められた。1944年8月にルーマニアが連合国側の一員としてドイツに宣戦布告したため黒海から出られなくなり、残った上記3隻は廃棄処分となり同じ場所で自沈した。

#### U-511
2018年6月25日に若狭湾で発見された。戦後にアメリカ海軍によって海没処分された唯一のUボートである。

#### U-864
U-864は1944年12月、ドイツのキール軍港よりジェットエンジンなどの機密情報を含む軍事物資などを積んで日本に向かうも、機関の故障により引き返す途中でイギリス海軍の潜水艦ヴェンチャラーの攻撃を受けて撃沈され、2003年にノルウェー南西部ベルゲン沖でノルウェー海軍によって発見された。船内には日本人科学者を含む73名の遺体と共に大量の水銀が積まれているのが確認され、北海が広範囲で汚染されるおそれがある。船体の引き揚げや石棺による封じ込めが検討されていたが、費用などの問題から目途は立っていない。また2013年には同艦から2km離れた地点でU-486が沈没しているのが石油パイプラインの調査中に発見されている。
なお、撃沈された際に発生したドイツ・イギリス潜水艦同士の戦いは、潜航した潜水艦同士の戦いで相手の撃沈によって勝敗が決した史上唯一の例とされている。

## Uボートを題材にした作品

### 映画
- 『海の底』（原題：Seas Beneath、ジョン・フォード監督、1931年、アメリカ）
- 『潜水艦轟沈す』（原題：49th Parallel、マイケル・パウエル監督、1941年、イギリス）
- 『潜水艦西へ!!』（原題：U-Boote westwärts!、ギュンター・リター監督、1941年、ドイツ）
- 『眼下の敵』（原題：The Enemy Below、ディック・パウエル監督、1957年、アメリカ）
- 『鮫と小魚（ドイツ語版）』（原題：Haie und kleine Fische、フランク・ヴィスバー監督、1957年、西ドイツ）
- 『U-47出撃せよ（ドイツ語版）』（原題：U-47 Kapitänleutnant Prien、ハラルト・ラインル監督、1958年、西ドイツ）
- 『U・ボート』（原題：Das Boot、ヴォルフガング・ペーターゼン監督、1981年、ドイツ） - アカデミー賞の6部門にノミネートされるなど国際的にヒットした。
- 『U-571』（原題：U-571、ジョナサン・モストウ監督、2000年、アメリカ）
- 『Uボート 最後の決断』（原題：In Enemy Hands、トニー・ジグリオ監督、2003年、アメリカ）

### テレビドラマ
- 『ザ・ラストUボート（ドイツ語版、英語版）』（原題：The Last U-Boat、フランク・バイヤー・村上佑三共同監督、1993年、日本・ドイツ・アメリカ・オーストリア合作）